# Calpurni Fabat
Calpurni Fabat (en llatí Calpurnius Fabatus) va ser un cavaller romà. Formava part de la gens Calpúrnia.
Va ser acusat per informadors subornats, de tenir coneixement i recolzar les activitats de bruixeria i de l'adulteri de Lèpida, la dona de Gai Cassi. Per una apel·lació feta a Neró, el judici contra Calpurni es va ajornar i al final va poder eludir l'acusació. Fabat era avi de Calpúrnia, la tercera esposa de Plini el Jove, amb el que va mantenir correspondència. Va sobreviure al seu fill, el sogre de Plini, a qui va erigir un pòrtic a Como, a la Gàl·lia Cisalpina per conservar la seva memòria. Tenia una vil·la a la Campània, anomenada Villa Camilliana.